# Franz Xaver Swediauer
François-Xavier Swediaur est un médecin autrichien, né à Steyr (Autriche) en 1748 et mort à Paris en 1824.
A l’âge de dix-huit ans, il se rendit à Vienne, où il s’adonna à la fois à l’étude de la médecine et à celle des langues vivantes. Reçu docteur en 1771, Swediaur se mit à visiter une partie de l’Europe pour perfectionner ses connaissances. En 1775, il alla habiter Londres, s’y lia avec les savants les plus distingués et fit une étude toute particulière de la chimie. Pendant son séjour dans cette ville, il répéta les expériences de Van Swieten sur l’emploi du sublimé corrosif dans les maladies syphilitiques, montra tout ce qu’il y avait de dangereux dans les prescriptions de Störck pour l’usage de la ciguë dans le traitement des cancers et contribua à faire connaître les importants travaux de Bergmann sur la chimie. Au début de la Révolution, Swediaur vint se fixer à Paris, qu’il ne quitta plus. Il s’y lia avec Danton et les principaux révolutionnaires et fut alors naturalisé Français.

## Œuvres (sélection)
Le principal ouvrage de Swediauer est son Traité complet des maladies syphilitiques (1798, 2 vol. in-8°), dans lequel il prétend que ces maladies étaient connues dans l’ancien continent longtemps avant la découverte de l’Amérique, opinion qui n’a pas prévalu.
Il a également publié :
- Methodus medendi hodierna usitata (1777, in-8°) ;
- Observations pratiques sur les maladies vénériennes les plus opiniâtres, en anglais (Londres, 1784, in-8°),
- Philosophical Dictionary (1786, in-8°), ouvrage d’un libre penseur ;
- Materia medica (2 vol. in-12) ;
- Pharmacopæia medici pratici (Paris, 1803, 3 vol. in-12) ;
- Novum nosologiæ methodicæ systema (1812, 2 vol. in-12) ;